# امامزاده سید حسن
مزار میرآباد یا امامزاده سید حسن مربوط به دوره قاجار است و در شهرستان خلیل‌آباد، روستای میرآباد واقع شده و این اثر در تاریخ ۲۲ مرداد ۱۳۸۴ با شمارهٔ ثبت ۱۳۱۶۵ به‌عنوان یکی از آثار ملی ایران به ثبت رسیده است.

## نگارخانه

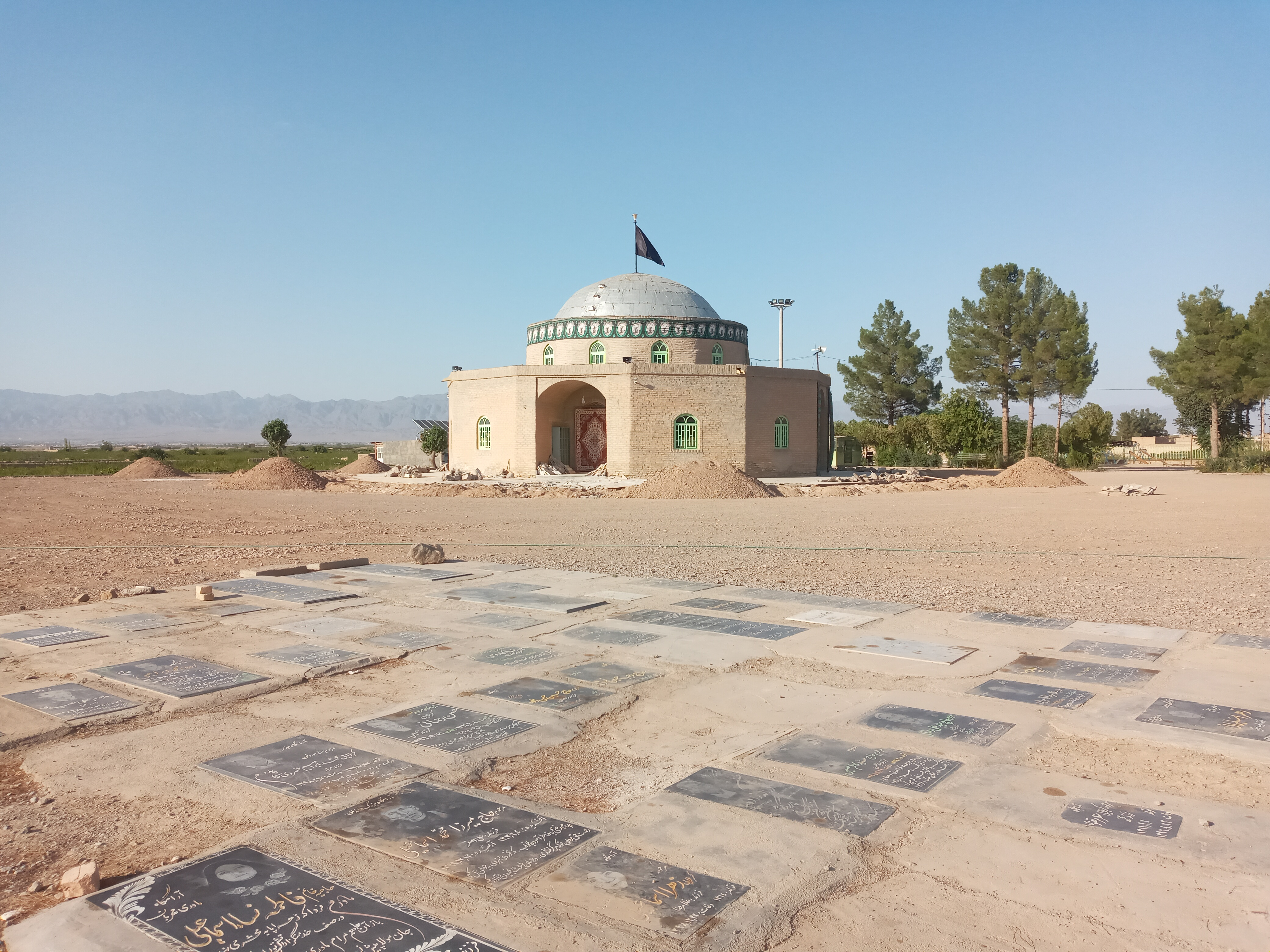
نمایی از آرامگاه
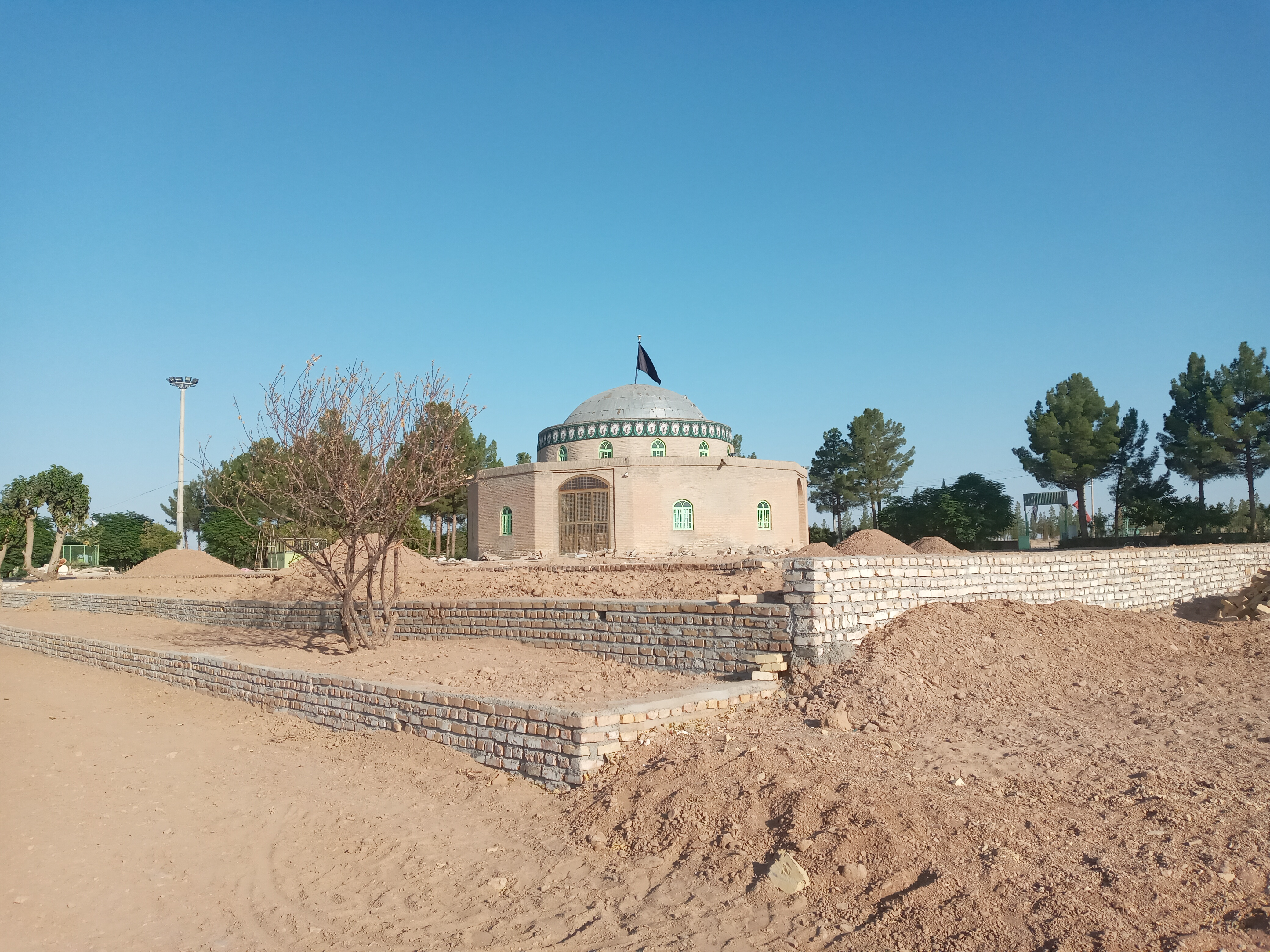
نمایی از آرامگاه
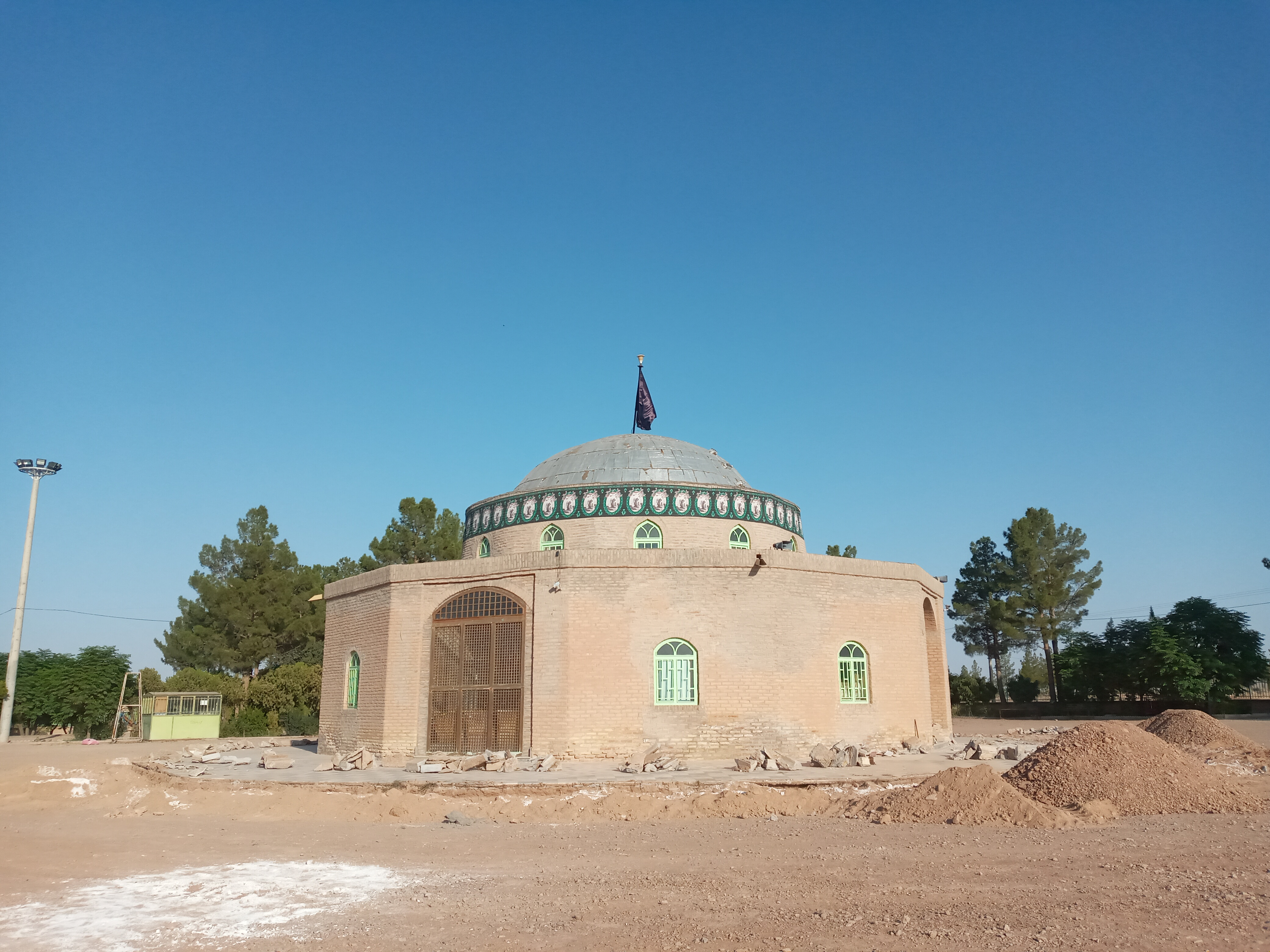
نمایی از آرامگاه
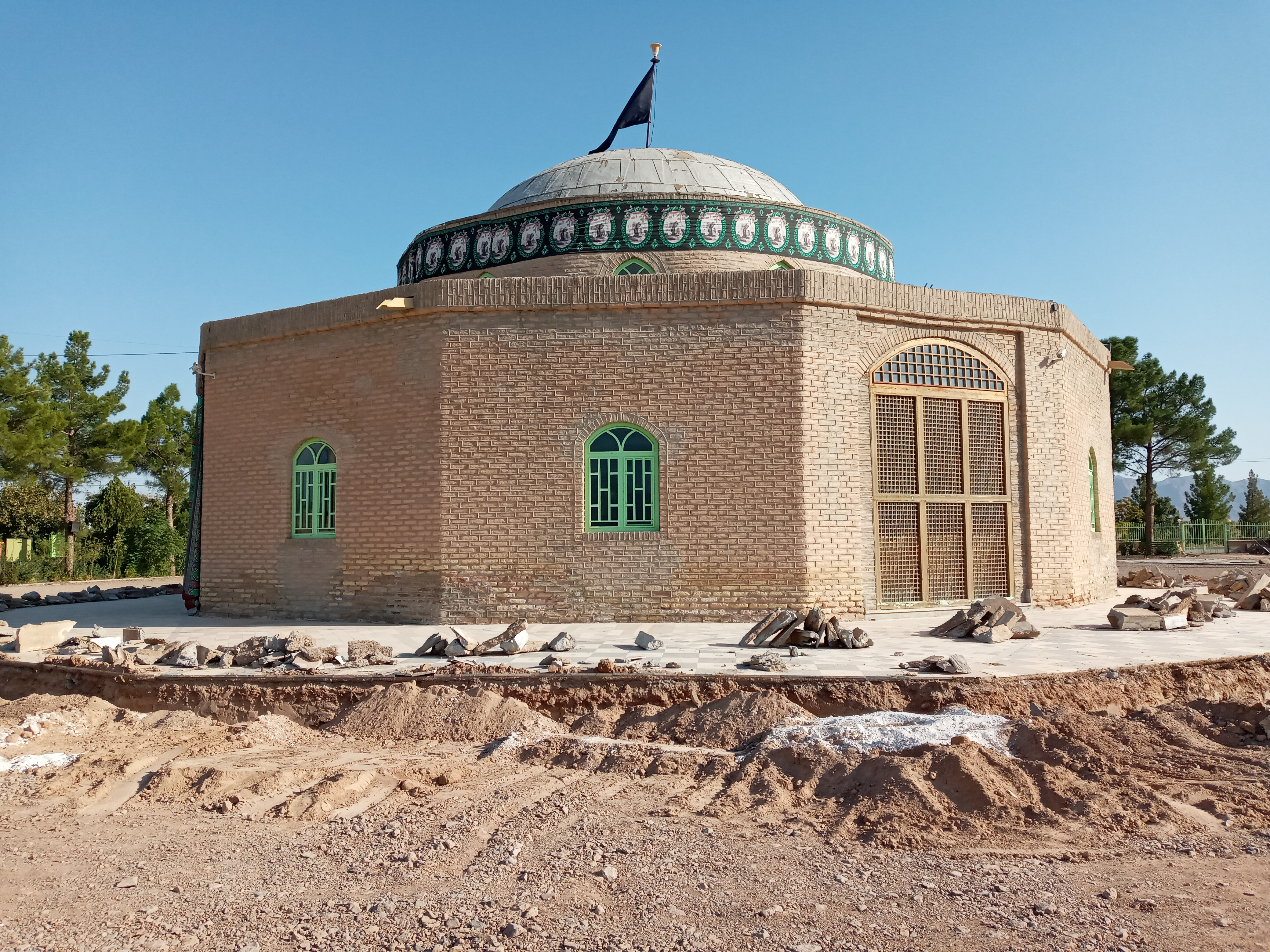
نمایی از آرامگاه
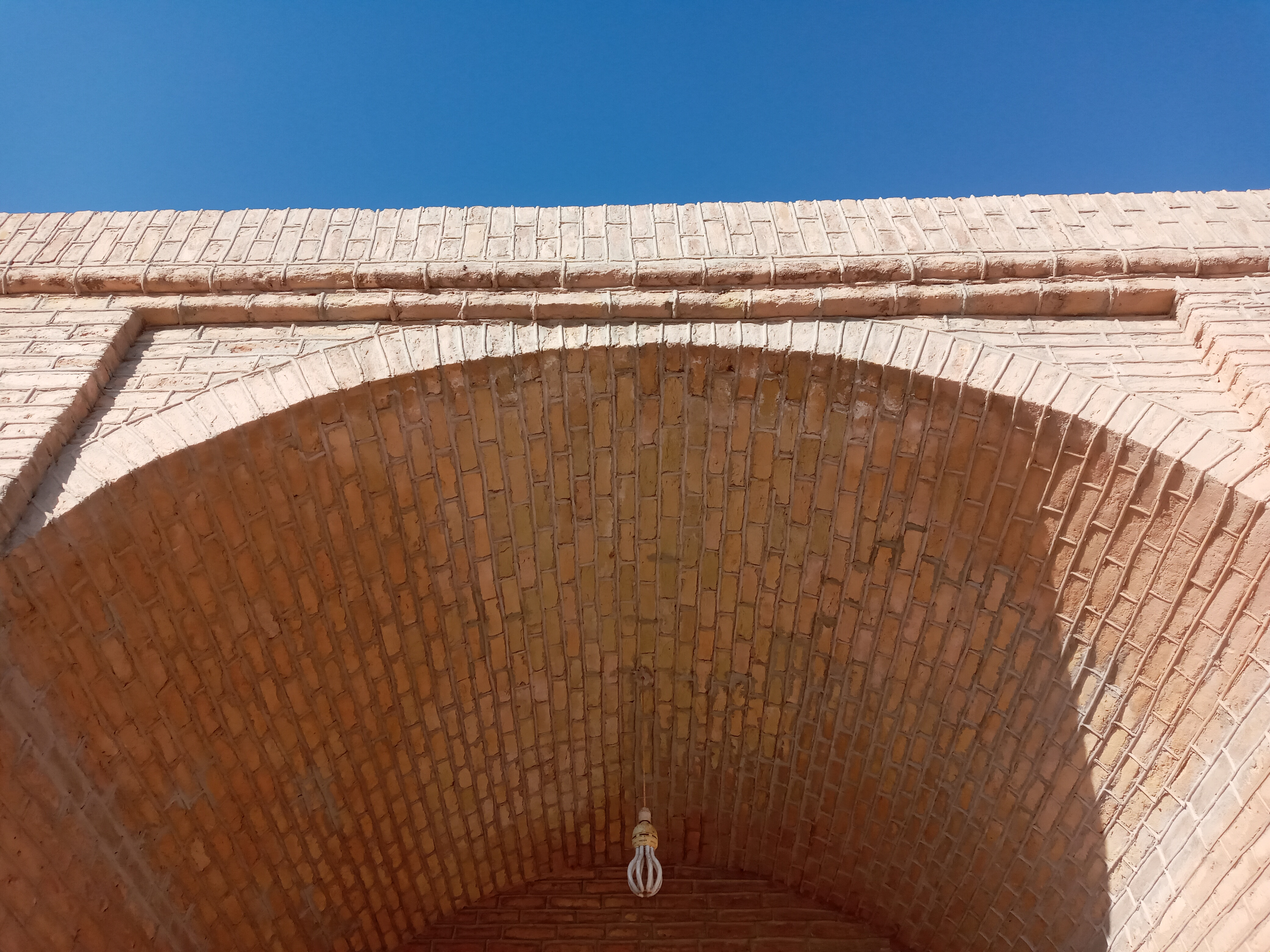
نمایی از طاق آرامگاه
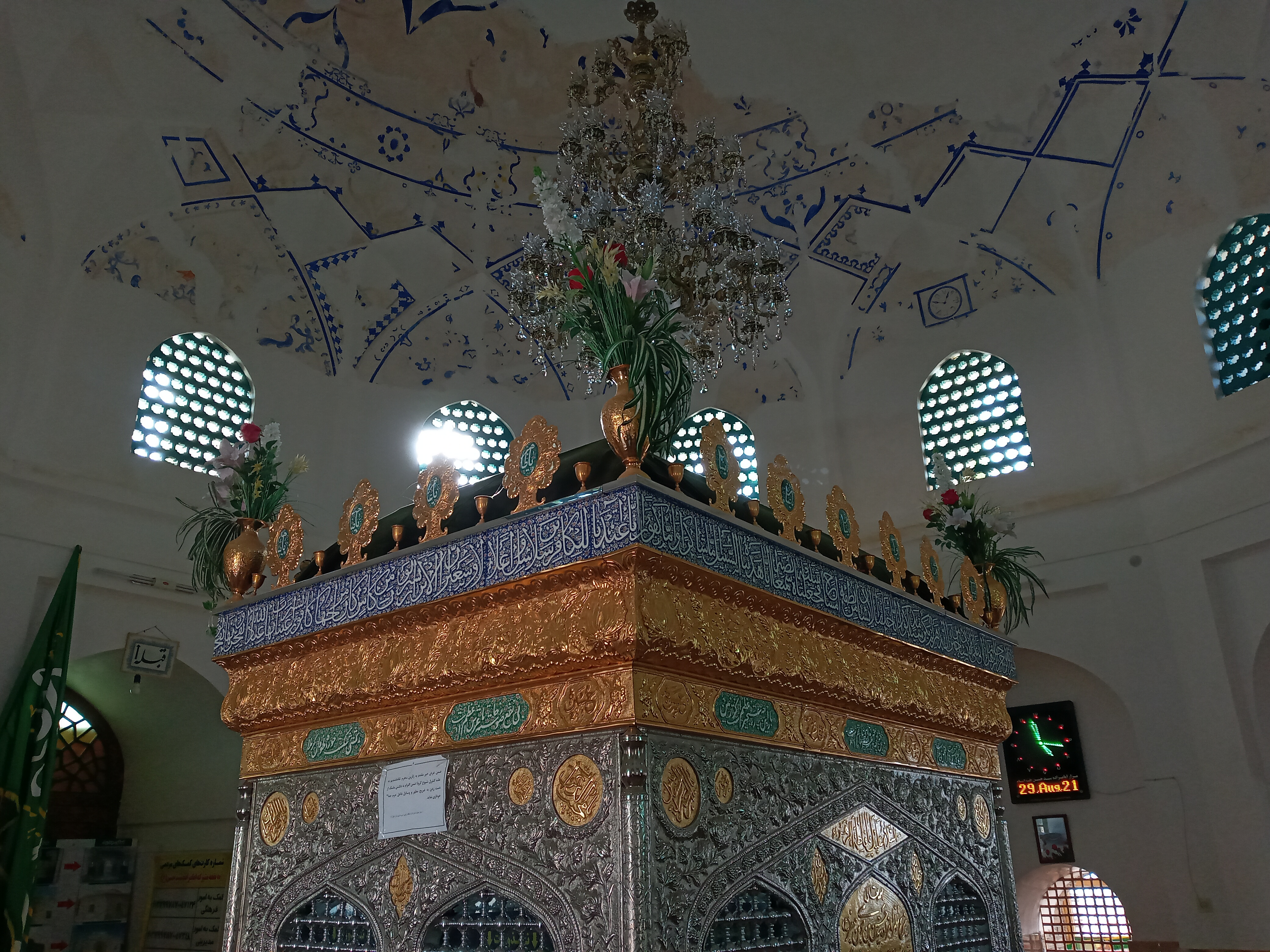
نمایی از داخل آرامگاه
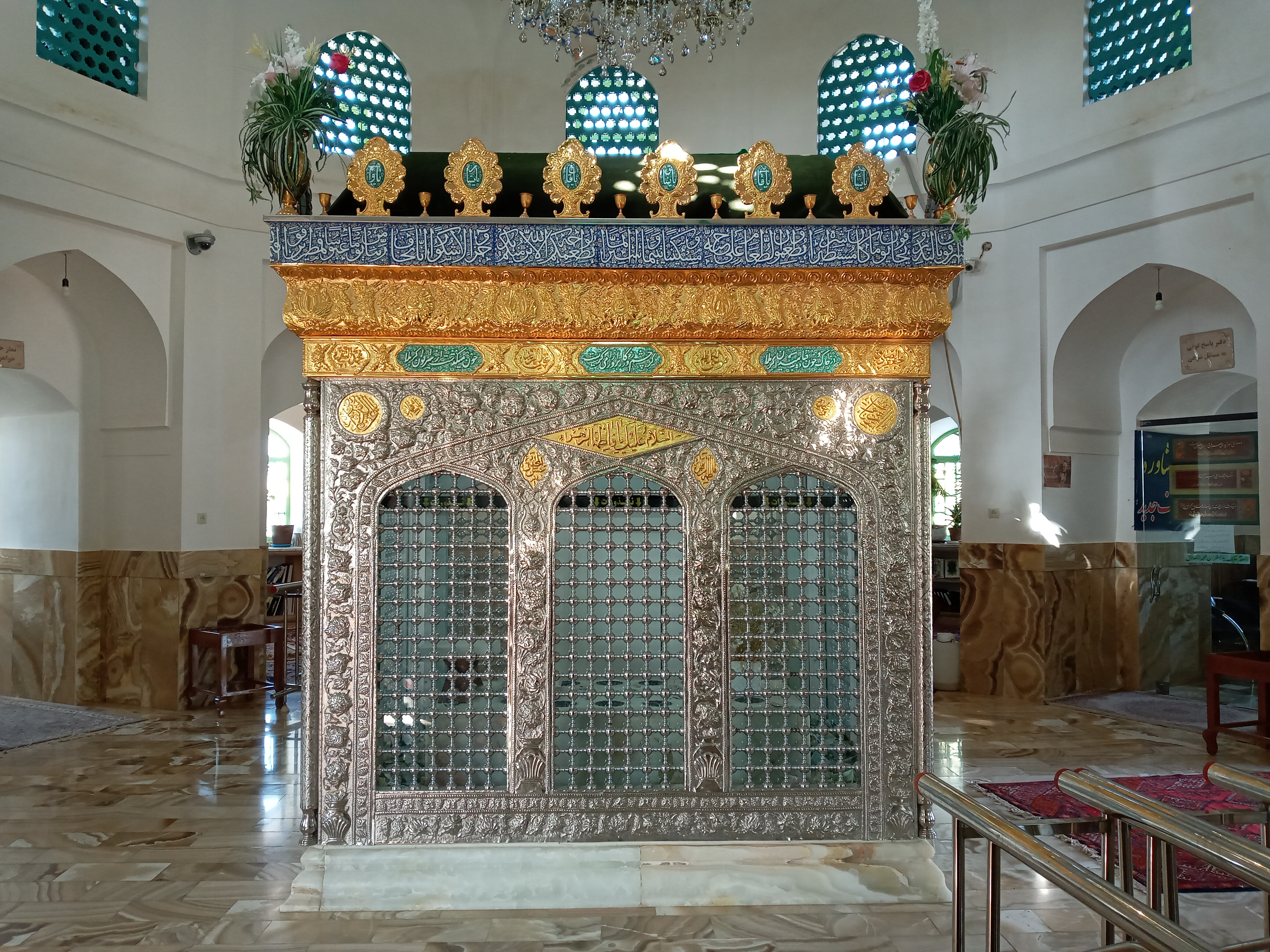
نمایی از داخل آرامگاه
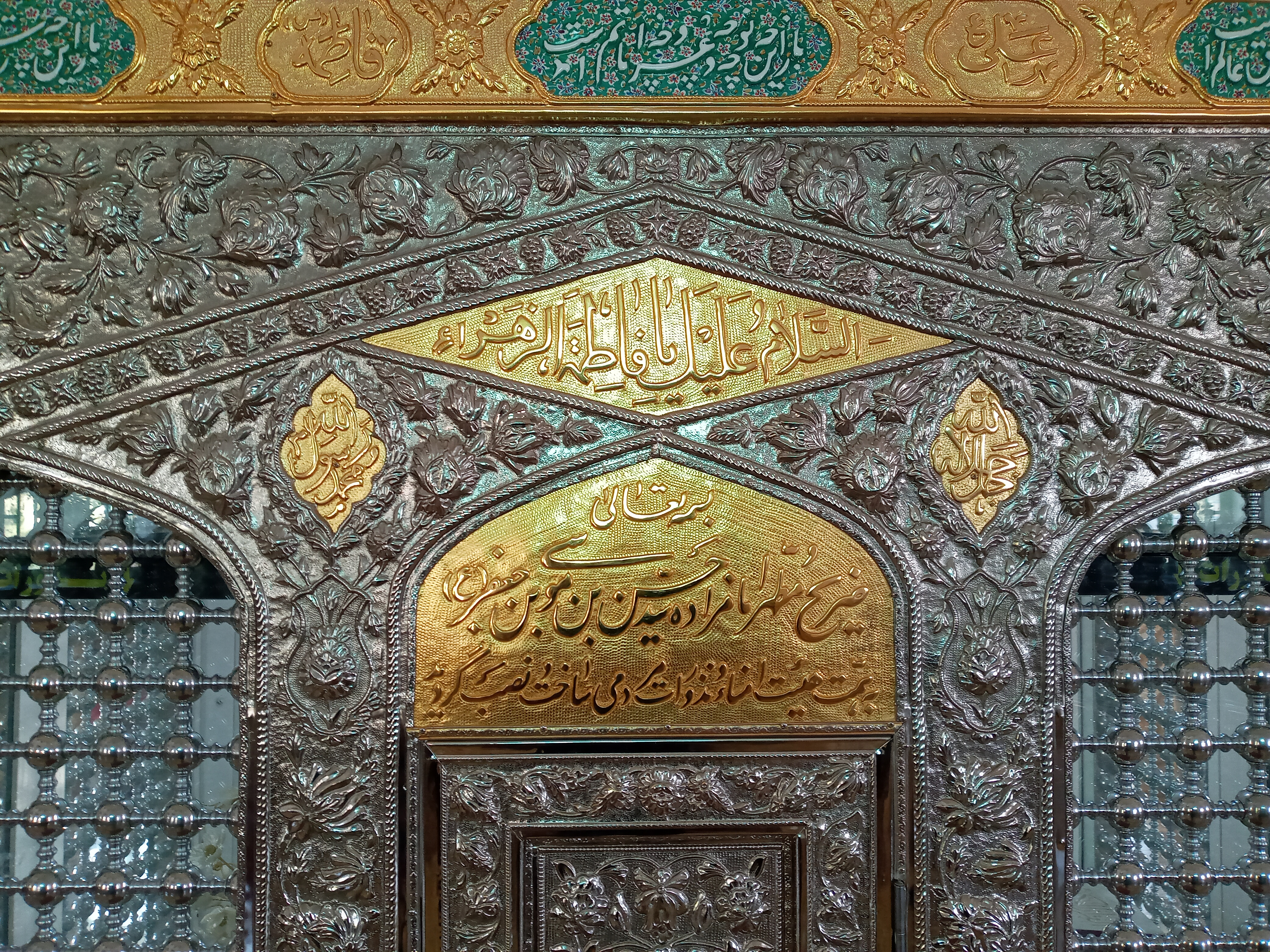
نمایی از داخل آرامگاه